# پال کریگ رابرتس
پال کریگ رابرتس اقتصاددان آمریکایی است. او معاون وزارت خزانه‌داری آمریکا در زمان تصدی «رونالد ریگان» رئیس‌جمهوری وقت آمریکا در دهه هشتاد و از مؤلفین اقتصاد ریگانی بود. او دبیر و ستون‌نویس سابق وال استریت ژورنال،  بلومبرگ بیزنس‌ویک, و Scripps Howard News Service بود.

## تحصیلات و مسئولیت‌ها
رابرتس مدرک دکترا از دانشگاه ویرجینیا را دارد. وی از دهه نود میلادی به این سو کارشناس ارشد اندیشکده‌هایی چون «هوور» و «کیتو» بوده و همچنین در نشریه‌هایی چون «نشنال پالسی»، «نشنال ریویو»، «تایمز لندن»، «وال استریت ژورنال»، «فیگارو» و … هر از چندگاه مقاله و یادداشت می‌نویسد.
رابرتس در دهه ۸۰ و ۹۰ میلادی برنده چند نشان افتخار در امور سیاست و اقتصاد شد.

## دیدگاه‌ها
انتقاد او از اسرائیل در ژانویه سال ۲۰۰۹ بود. او همچنین مخالف جنگ با تروریسم نیز بود. طی مقاله‌ای خواهان استیضاح «جورج دابلیو بوش» رئیس جمهور ایالات متحده آمریکا شد.
رابرتس عقیده دارد که اعتراض سال ۸۸ را سیا همانند بلواهای وقت گرجستان و اوکراین ساماندهی کرده‌است. وی همچنین عقیده دارد تحریم‌های ایران فقط به سب مسائل هسته‌ای نیست.